# Sexpyga
Sexpyga is een geslacht van zee-egels uit de familie Arbaciidae.

## Soorten
- Sexpyga soyoae Shigei, 1975